# Almdudler

Almdudler logó

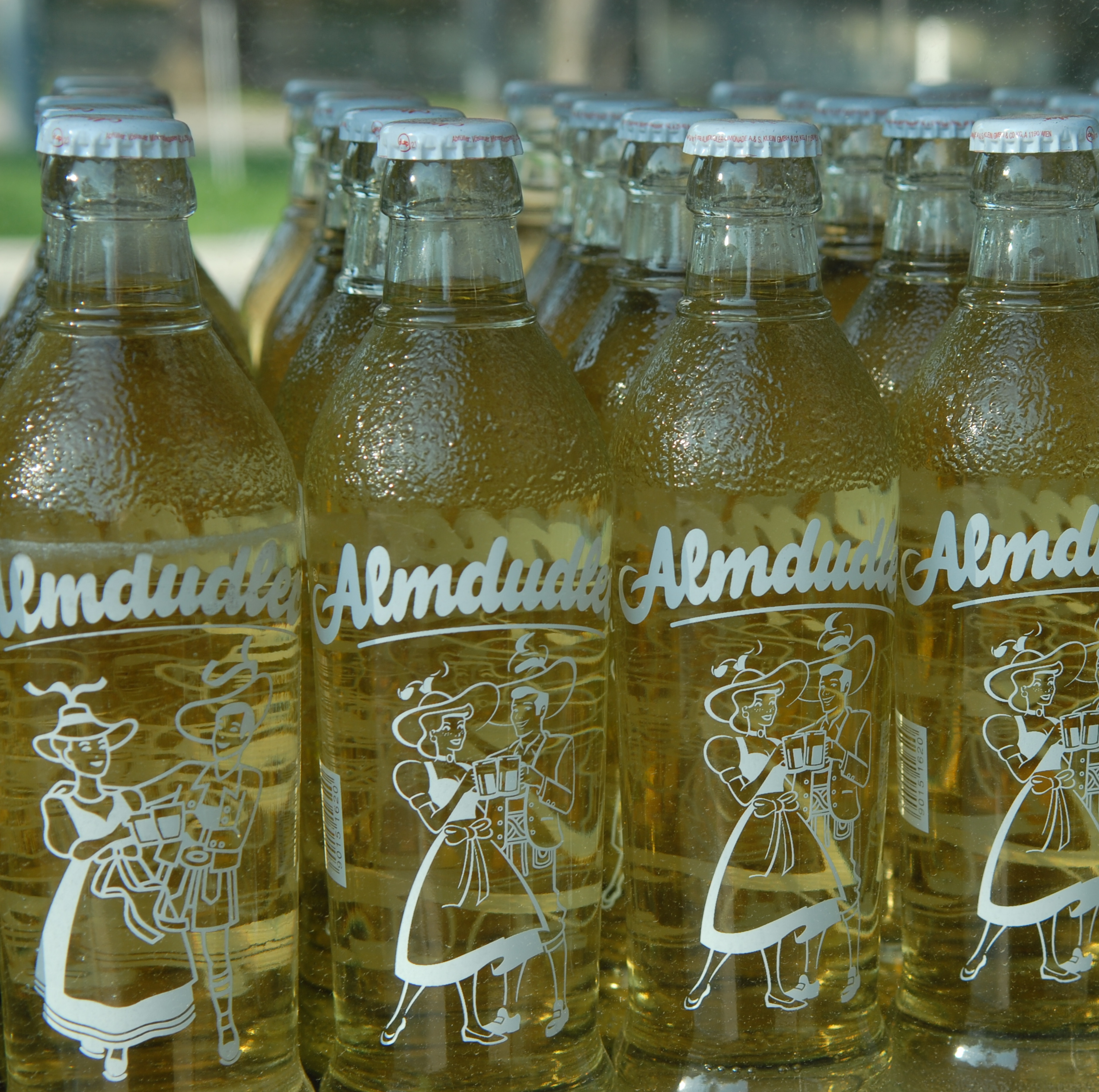
Almdudlerrel teli üvegek

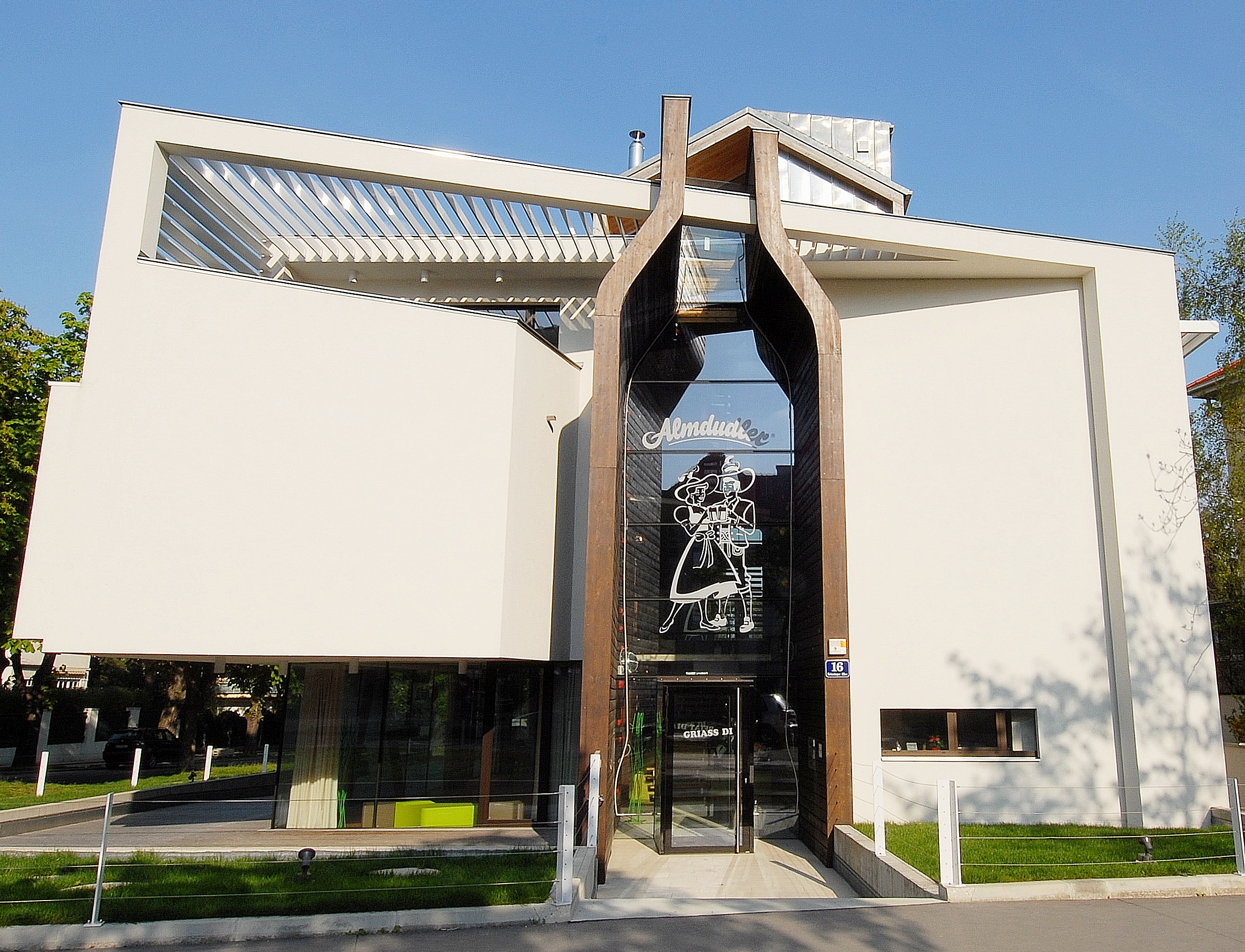
Almdudler Ház, Bécs

Az Almdudler egy gyógynövénytartalmú osztrák szénsavas üdítőital.

## Története
Az első üveg üdítőt Erwin Klein, bécsi szódavíz és limonádékészítő mester palackozta 1957-ben, melyet esküvői ajándéknak szánt feleségének, Ingridnek. A harminckét-féle gyógynövénykivonatot tartalmazó üdítőital azóta is változatlan receptúrával készül, mesterséges aromát és tartósítószert nem tartalmaz. 
Az Almdudler palack formája 55 éve változatlan. A palackon Mariann és Jacob, egy hagyományos osztrák népviseletbe öltözött pár látható.

## Napjainkban
Az Almdudler megalakulása óta családi tulajdonban lévő osztrák vállalkozás, amely 1971-ben osztrák állami kitüntetést kapott.
Székhelyük egy különleges, Almdudler palack formájú székház Bécs-Grinzingenben, amelyet 2009-ben Zöld Építészeti Díjjal jutalmaztak. Az épület környezetbarát anyagokból készült és környezetbarát energiát használ. Az épület tetőteraszán organikus méhészet van.
Az Almdudler minden évben megrendezi Bécs legnagyobb partiját a Bécsi Városházán, amelyet Trachtenparchen Ball-nak neveznek. A rendezvény különlegessége a hagyományos osztrák népviseletben való megjelenés.
Az Almdudler 1989-ben indította exportját a német piacon, azóta már több európai országban is megtalálható. Magyarországon az üdítő 2012 óta elérhető.